# Joseph B. Foraker

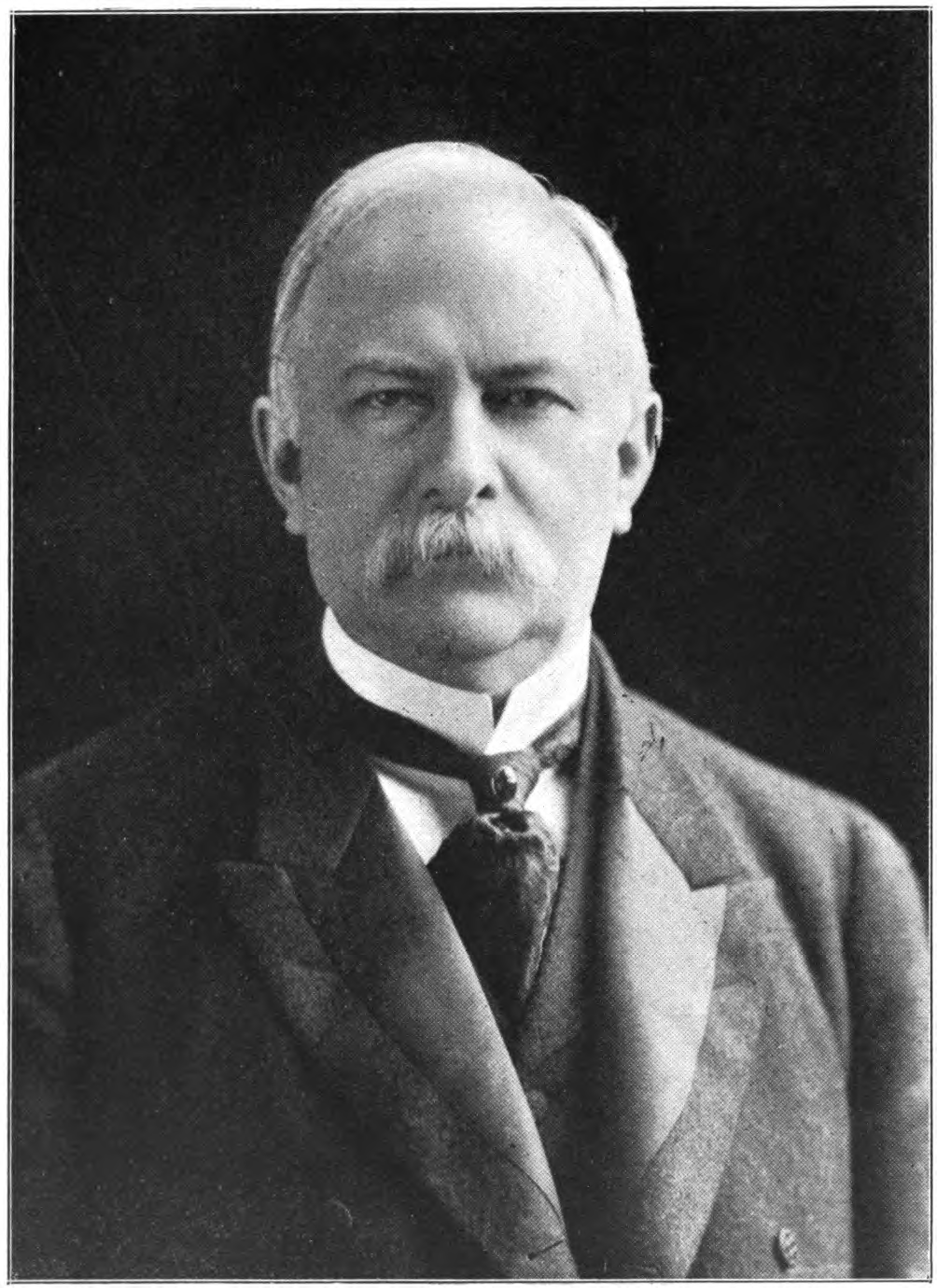
Joseph B. Foraker (um 1902)

Joseph Benson Foraker (* 5. Juli 1846 im Highland County, Ohio; † 10. Mai 1917 in Cincinnati, Ohio) war ein US-amerikanischer Politiker und von 1886 bis 1890 der 37. Gouverneur von Ohio. Diesen Bundesstaat vertrat er außerdem im US-Senat.

## Frühe Jahre und politischer Aufstieg
Joseph Foraker besuchte die örtlichen Schulen seiner Heimat. Er kämpfte im Bürgerkrieg als Gefreiter in der Kompanie A der 96. Freiwilligen-Infanterie von Ohio für die Unionsarmee. Im Alter von 19 Jahren hatte er bereits an 13 Schlachten teilgenommen und wurde zum Lieutenant und Brevet-Captain befördert. Nach Kriegsende kehrte Foraker in seine Heimat zurück und setzte seine Ausbildung an der Ohio Wesleyan University fort. Danach studierte er bis 1869 an der Cornell University Jura. Nach seiner Zulassung als Rechtsanwalt begann er in Cincinnati in diesem Beruf zu arbeiten.
Foraker war Mitglied der Republikanischen Partei. Zwischen 1879 und 1882 war er Richter am Superior Court der Stadt Cincinnati. Im Jahr 1883 wurde er von seiner Partei als Kandidat für die anstehende Gouverneurswahl nominiert. Dabei unterlag er aber gegen den Demokraten George Hoadly. Zwei Jahre später kam es bei den Gouverneurswahlen erneut zu einem Zweikampf zwischen Foraker und Hoadly. Diesmal konnte sich Joseph Foraker mit knapp 49 Prozent der Stimmen vor dem amtierenden Gouverneur durchsetzen.

## Gouverneur und Senator
Foraker trat sein neues Amt am 11. Januar 1886 an. Nach einer Wiederwahl im Jahr 1887 konnte er bis zum 13. Januar 1890 im Amt bleiben. In dieser Zeit wurden das Steuersystem des Staates verbessert und die Wahlgesetzgebung reformiert. Damals entstand auch ein Gesundheitsausschuss (Board of Health) in Ohio. Außerdem bekämpfte Foraker die Korruption in den Verwaltungen der Städte und Gemeinden des Staates.
Nach dem Ende seiner Gouverneurszeit zog sich Foraker zunächst aus der Politik zurück. Im Jahr 1896 wurde er in den US-Senat gewählt. Dort verblieb er bis 1909. Im Senat war er Mitglied mehrerer Ausschüsse. Er unterstützte den Spanisch-Amerikanischen Krieg von 1898 und saß auch in einem Ausschuss, der sich mit der Verwaltung der pazifischen Inseln und von Puerto Rico befasste. Nach dem Ende seiner Amtszeit kehrte Foraker nach Cincinnati zurück, wo er seine Anwaltstätigkeit wieder aufnahm. Er starb im Mai 1917. Mit seiner Frau Julia Bundy hatte Joseph Foraker fünf Kinder.